# 사와역 (이바라키현)
사와역(일본어: 佐和駅)은 일본 이바라키현 히타치나카시에 있는 동일본 여객철도(JR동일본) 조반선의 철도역이다.

## 역 구조
- 상대식 승강장 2면 2선을 가지는 지상역.

### 타는 곳
| 1 | ■ 조반선 | 히타치·다카하기·이와키 방면                                     |
| 2 | ■ 조반선 | 미토·오야마·쓰치우라·우에노·도쿄·시나가와 방면 (우에노도쿄라인) |

## 이용 상황
2009년도의 1일 평균 승차 인원수는 3,337명이었다.

## 역사
- 1897년 2월 25일 - 일본 철도 이와키 선 미토역 - 다이라 역 간의 개통시에 개업.
- 1906년 11월 1일 - 일본 철도가 국유화되어 국유 철도의 역이 된다.
- 1987년 4월 1일 - 국철 분할 민영화에 인해 동일본 여객철도의 역이 된다.
- 2004년 10월 16일 - IC 커드 승차권 Suica 공용 개시.

## 인접한 역
| 동일본 여객철도 조반선 | 동일본 여객철도 조반선 | 동일본 여객철도 조반선 |
| ---------------------- | ---------------------- | ---------------------- |
| 가쓰타 미토 방면       | -                      | 도카이 이와키 방면     |